# La 25ª ora (film 2002)
La 25ª ora (25th Hour) è un film del 2002 coprodotto e diretto da Spike Lee, tratto dal romanzo omonimo di David Benioff, autore anche della sceneggiatura.
Considerato uno dei migliori film di Spike Lee, venne presentato in concorso al Festival di Berlino. È uno dei primi film ambientati a New York dopo la tragedia dell'11 settembre 2001 ed il primo a mostrare il sito di Ground Zero.

## Trama
New York, 2002. Monty Brogan è uno spacciatore di eroina, legato ai più ampi traffici illeciti d'una banda di malavitosi russi capeggiata da "zio" Nikolai. Di modesta estrazione sociale ma dall'ottimo grado d'istruzione, conseguita grazie ad una borsa di studio in un prestigioso istituto cittadino (pur non avendo potuto terminare l'ultimo anno, essendosi fatto espellere per aver spacciato marijuana all'interno dell'istituto), è fidanzato con Naturelle, una ragazza d'origini portoricane, ed i suoi migliori amici sono due suoi ex compagni di scuola: Jacob, un timido ed impacciato insegnante, rampollo d'una ricca famiglia di cui rifiuta l'immensa ricchezza, angustiato dal fatto d'essersi innamorato di una sua studentessa minorenne, e Frank, un cinico e talentuoso agente di borsa, che combatte uno strisciante senso di solitudine con uno stile di vita all'insegna dell'eccesso. Il padre, James, è proprietario di un pub e vigile del fuoco in pensione, che pensa spesso ai colleghi rimasti uccisi nell'attentato alle Torri Gemelle. Monty ha anche un cane, con il quale passeggia per le strade della Grande Mela. Un giorno, a seguito d'una retata della polizia nella sua abitazione, dove gli agenti rinvengono una cospicua cifra di denaro in contanti ed un chilo di eroina occultati nell'imbottitura del proprio divano, Monty viene condannato a sette anni di carcere; l'uomo si appresta quindi a vivere la sua ultima notte di libertà, in compagnia dei suoi amici e della sua fidanzata, i quali però non sanno come affrontare una situazione del genere, difficile anche per loro.
Monty non riesce a capacitarsi della sua condanna e ad assumersi la responsabilità delle proprie colpe, tanto da ossessionarsi all'idea che qualcuno a lui molto vicino, magari la sua stessa compagna, l'abbia potuto denunciare alle autorità; sempre più in preda all'angoscia, davanti allo specchio nel bagno del pub di suo padre su cui qualcuno ha scarabocchiato un turpiloquio, Monty s'abbandona ad un lungo e rabbioso monologo con cui attacca ed insulta tutto e tutti, dagli amici e parenti all'intera città, alla finanza, alla politica ed addirittura ai terroristi islamici, finché non conclude ammettendo d'essere lui l'unico responsabile della propria situazione. Alla fine si tiene la festa d'addio per Monty in una discoteca, in cui questi, a modo suo, si congeda dai suoi cari; ritenendo però di non poter reggere la galera, perché teme che lo violentino o lo uccidano, Monty si fa pestare da Frank, in modo tale da non presentarsi in carcere con un aspetto troppo "pulito". Scaduta dunque la sua ultima ora da uomo libero, Monty viene caricato in macchina dal padre per essere scortato al penitenziario ma, appena fuori città, quest'ultimo illustra al figlio, attraverso un viaggio onirico in una metaforica "venticinquesima ora del giorno", la possibilità di darsi alla macchia e rifarsi una nuova identità in qualche luogo remoto, mettendo su famiglia con Naturelle ed avendo finalmente una vita onesta "come sarebbe dovuta essere". Il sogno è destinato tuttavia ad infrangersi e Monty non può fare altro che accettare il compiersi della propria sorte.

## Produzione

### Sceneggiatura
Il progetto del film nacque su iniziativa dell'attore Tobey Maguire, il quale rimase parecchio colpito dal romanzo di Benioff, tanto da convincere la Touchstone Pictures ad acquistarne i diritti per una trasposizione sul grande schermo. Della stesura del copione se ne occupò lo stesso Benioff su espressa richiesta dello stesso Maguire, il quale puntava ad impersonare il ruolo di Monty. Al progetto si aggregò quasi da subito Spike Lee con la propria casa di produzione, il quale si disse disponibilissimo a firmarne anche la regìa.
Quando Lee ebbe letto la prima bozza del copione, invitò nel proprio ufficio l'autore per discuterne una riscrittura: «In sostanza quello che mi disse fu: "Il tuo romanzo mi è piaciuto molto, non riesco però a capire perché tu non sia rimasto fedele alla storia anche nel copione", e poi aggiunse: "Hai tagliato tutte le mie scene preferite!", una delle quali era il lungo monologo di Monty allo specchio. Spike volle sapere perché avevo tagliato quella scena, e io gli risposi che non riuscivo ad immaginare come si potesse riprodurre un momento del genere sul grande schermo e riuscire a renderlo veramente drammatico. E lui: "Tu pensa a scrivere. Al resto penso io". E ho fatto come diceva», disse lo scrittore. La sequenza del monologo nel bagno diventò la scena più memorabile del film: «Senza dubbio è quella che la gente cita più spesso quando parla del film», dichiarò Benioff.
Uno dei cambiamenti più significativi apportati alla sceneggiatura fu la ricollocazione temporale della trama a dopo gli attacchi terroristici dell'11 settembre: «Il romanzo è ambientato prima dell'11 settembre, ma il problema per noi era molto semplice: sentivamo che girare un film come questo a New York, così poco tempo dopo l'attacco, ci imponeva di doverlo realizzare anche come se fosse un commento alla città dopo l'11 settembre. Per questo abbiamo trasformato New York in un personaggio della storia, trattandola come una città ferita, popolata da persone che cercano semplicemente di vivere le proprie vite. C'è una battuta molto importante nel film, quando nell'appartamento che si affaccia su Ground Zero Jacob chiede a Frank: "Cambi casa?" e lui risponde: "Cazzo, no. Neanche se Bin Laden ne lanciasse un altro contro il palazzo accanto.". Quello non è solo Frank che parla, ma 8 milioni di newyorkesi che dichiarano: "Noi da qui non ce ne andiamo"», asserì il regista. Altri riferimenti all'11 settembre furono il pub del padre di Monty, tappezzato di bandiere statunitensi e di fotografie dei vigili del fuoco morti durante l'attacco, e la sequenza dei titoli di testa, che mostra i due grandi fasci di luci sistemati al posto delle torri del World Trade Center.

### Cast
Il ruolo del protagonista era inizialmente assegnato a Tobey Maguire ma quando questi, nel corso di quello stesso anno, venne scritturato come protagonista nel film Spider-Man di Sam Raimi, la parte venne riassegnata ad Edward Norton; ad ogni modo, lo stesso Maguire ebbe comunque modo di seguirne la lavorazione in qualità di produttore.
Tra gli altri attori scelti dal regista per il film vi furono Brian Cox, nella parte del padre di Monty, e Rosario Dawson, in quella della fidanzata Naturelle. Per la parte dei due migliori amici di Monty, Lee scelse Barry Pepper, allora poco conosciuto, e Philip Seymour Hoffman, attore feticcio di Paul Thomas Anderson. Per il ruolo di Mary D'Annunzio, la studentessa di cui Jacob s'innamora, venne inizialmente scritturata Brittany Murphy, che però fu subito licenziata perché non mostrava l'impegno necessario. Per sostituirla fu scelta quindi Anna Paquin.
Due settimane prima dell'inizio delle riprese, Lee e il cast al completo si riunirono per studiare il copione. Terminata la riunione, il regista fece vedere agli attori alcuni film, come Un uomo da marciapiede, per come mostra New York, e Fronte del porto, per la caratterizzazione del protagonista che affronta una crisi morale.

### Riprese
Il budget stanziato per il film fu di 5 milioni di dollari.
La lavorazione non presentò molti problemi. Per il montaggio del film, Lee ritornò a lavorare con Barry Alexander Brown, montatore di film quali Fa' la cosa giusta e Malcolm X. A Brown, Lee chiese di lasciare alle scene più respiro rispetto ai suoi film precedenti. Lee chiamò per tagliare un paio di sequenze anche Sam Pollard, montatore del precedente Bamboozled. Pollard montò la scena in cui Monty e Naturelle dialogano seduti sui gradini della loro casa e quella della loro lite.
La Disney, che tramite la Buena Vista Pictures Distribution deteneva i diritti di distribuzione della pellicola, richiese che la scena del monologo di Monty non venisse girata, ciò a causa del suo linguaggio turpe e violento, ma alla fine Lee la diresse comunque.
La sequenza finale, quella della "25ª ora", durava nel copione quattro minuti. Lee, che stava registrando la voce fuori campo di Brian Cox che accompagna la sequenza, chiamò Benioff per dirgli che aveva una ripresa aggiuntiva, ambientata nel deserto, che durava cinque minuti: «Gli dissi: "D'accordo, te la faccio avere tra una settimana" E lui: "No, forse non hai capito. Sono con Cox nello studio di registrazione in questo momento. Mi serve tra un'ora". Fortunatamente sentivo di conoscere il personaggio abbastanza bene per descrivere quello che gli passava per la testa senza starci troppo a pensare. O forse non mi sono fatto prendere dal panico solo perché non ne avevo tempo», dichiarò Benioff.

## Accoglienza e distribuzione
Il film uscì nelle sale cinematografiche statunitensi il 22 dicembre 2002, incassando in totale circa 23084595 $. 
In Italia il film uscì in anteprima il 17 febbraio 2003 e nei cinema il 18 aprile dello stesso anno.

### Critica
Le recensioni dei critici statunitensi furono contrastanti. Il San Francisco Chronicle definì il film «triste e potente, il primo grande film del Ventunesimo secolo su un tema del Ventesimo secolo». Altri critici trovarono il film noioso o la storia già vista. Il New Yorker scrisse: «Il film coglie alla perfezione il clima amareggiato, teso quasi oltre i limiti, della città dopo l'11 settembre».
In Europa il film fu accolto molto positivamente, e fu considerato uno dei migliori, se non il migliore, di Spike Lee.

### Edizione italiana
La direzione del doppiaggio e i dialoghi italiani sono stati curati da Silvia Monelli per conto della Dea 5. La sonorizzazione, invece, è stata effettuata dalla SEFIT-CDC.

## Colonna sonora
La colonna sonora del film fu affidata a Terence Blanchard, uno dei collaboratori storici di Spike Lee. Blanchard inserì in orchestra delle cornamuse e accostò alla musica irlandese quella mediorientale, oltre a conferire alla melodia, in alcuni punti, delle tonalità Jazz. «Attraverso le musiche, credo che Spike stesse cercando di comunicare un messaggio agli Stati Uniti. Troppo spesso la musica mediorientale e la musica irlandese sono state associate solo a determinati segmenti della vita statunitense, mentre quello che Spike stava cercando di dire è: "Tutto questo è Stati Uniti"», disse Blanchard.
La colonna sonora presenta i seguenti brani:
1. Warm It Up Kane (Big Daddy Kane)
2. Flava in Ya Ear (Craig Mack)
3. Put the Music Where Your Mouth Is (Olympic Runners)
4. White Lines (Don't Don't Do It) (Grandmaster Flash e Melle Mel)
5. Cavern (Liquid Liquid)
6. Bra (Cymande)
7. Dove (Cymande)
8. The Message (Cymande)
9. The Fuse (Bruce Springsteen)

## Collegamenti ad altre pellicole
- La sequenza del monologo di Monty davanti allo specchio del bagno, in cui le parole del protagonista vengono intervallate da riprese rappresentati tutti i soggetti da questi insultati, presenta delle analogie (specie quando Monty attacca diverse etnie cittadine) con una sequenza simile di Fa' la cosa giusta, film dello stesso Spike Lee del 1989, in cui personaggi di etnie differenti si insultano a vicenda.
- La sequenza dello specchio ricorda anche quella di Taxi Driver, diretto da Martin Scorsese nel 1976.
- Il personaggio dell'agente Flood apparirà anche in Lei mi odia, altro film di Lee del 2004, in cui è interpretato oltretutto dallo stesso attore.
- Nel monologo di Monty gli agenti di borsa di Wall Street vengono paragonati, testualmente, a "Michael Douglas-Gordon Gekko", un chiaro riferimento all'attore e personaggio protagonisti di Wall Street, film di Oliver Stone del 1987.
- Quando Monty e i suoi amici arrivano in macchina davanti alla discoteca, viene riprodotta fedelmente la celebre inquadratura della strada con il Manhattan Bridge sullo sfondo di C'era una volta in America, film di Sergio Leone del 1984.
- La ripresa accelerata di alcune sequenze della città di New York richiama la medesima tecnica registica di Koyaanisqatsi, celebre film sperimentale di Godfrey Reggio del 1982.
- Nell'appartamento di Monty è presente la locandina di Nick mano fredda, diretto da Stuart Rosenberg nel 1967, che tratta infatti della lotta per la libertà d'un detenuto interpretato magistralmente da Paul Newman.
- In un dialogo di Monty, vengono citati i primi film della serie degli X-Men, di cui una degli interpreti principali è proprio Anna Paquin.

## Riconoscimenti
- 2003 Central Ohio Film Critics (miglior colonna sonora: Terence Blanchard)
- 2003 Las Vegas Film Critics Society Awards (miglior colonna sonora: Terence Blanchard)
- 2004 Sant Jordi Awards (miglior attore straniero: Edward Norton)